# SmaI
Sma I es una enzima de restricción de tipo II (EC 3.1.21.4) producida por el microorganismo Serratia marcescens que posee una diana de restricción en el ADN de cadena doble dependiente de una secuencia no metilada, palindrómica y no escalonada, sobre la cual su actividad catalítica hidrolasa genera extremos romos.
La diana de restricción puede representarse según este diagrama:
| Sitio de reconocimiento | Resultado del corte   |
| 5' CCCGGG 3' GGGCCC     | 5' CCC GGG 3' GGG CCC |